# Dirk Kreimer
Dirk Kreimer (né le 12 juillet 1960) est un physicien allemand. Professeur à l'université Humboldt de Berlin, il est spécialisé dans l'application de l'algèbre de Hopf en théorie quantique des champs.

## Biographie
Kreimer obtient un doctorat de l'université Johannes Gutenberg de Mayence en 1992. Il a été professeur invité à l'Institute for particle physics phenomenology de l'université de Durham.